# Mesquita de la Qasba
La mesquita de la Qasba, també coneguda com a mesquita d'al-Mansur (àrab: جامع المنصور, jāmiʿ al-Manṣūr), mesquita de Mulay al-Yazid (àrab: جامع مولاي اليزيد, jāmiʿ Mawlāy al-Yazīd), mesquita del Palau (àrab: جامع القصر, jāmiʿ al-Qaṣr), Mesquita Gran (àrab: الجامع الكبير, al-Jāmiʿ al-Kabīr) o Mesquita Superior (àrab: أوالجامع الأعلى, al-Jāmiʿ al-Aʿlà), és una mesquita històrica de Marràqueix, al Marroc. La va construir el califa almohade Abu-Yússuf Yaqub al-Mansur entre els anys 1185 i 1190. Es troba a la Qasba de Marràqueix, l'antiga ciutadella urbana, a prop dels històrics palaus reials. Juntament amb la Mesquita Kutubia, és una de les més importants de Marràqueix.
És a prop del Palau El Badi i del Palau Reial encara utilitzat pel rei del Marroc actualment. A l'est es troba la plaça Mulay el Yazid i al sud les tombes sadites, una necròpoli amb els enterraments d'aquesta dinastia. La mesquita també és a prop de les murades de la ciutat i de la Bab Agnaou, la porta principal de la qasba.

## Història

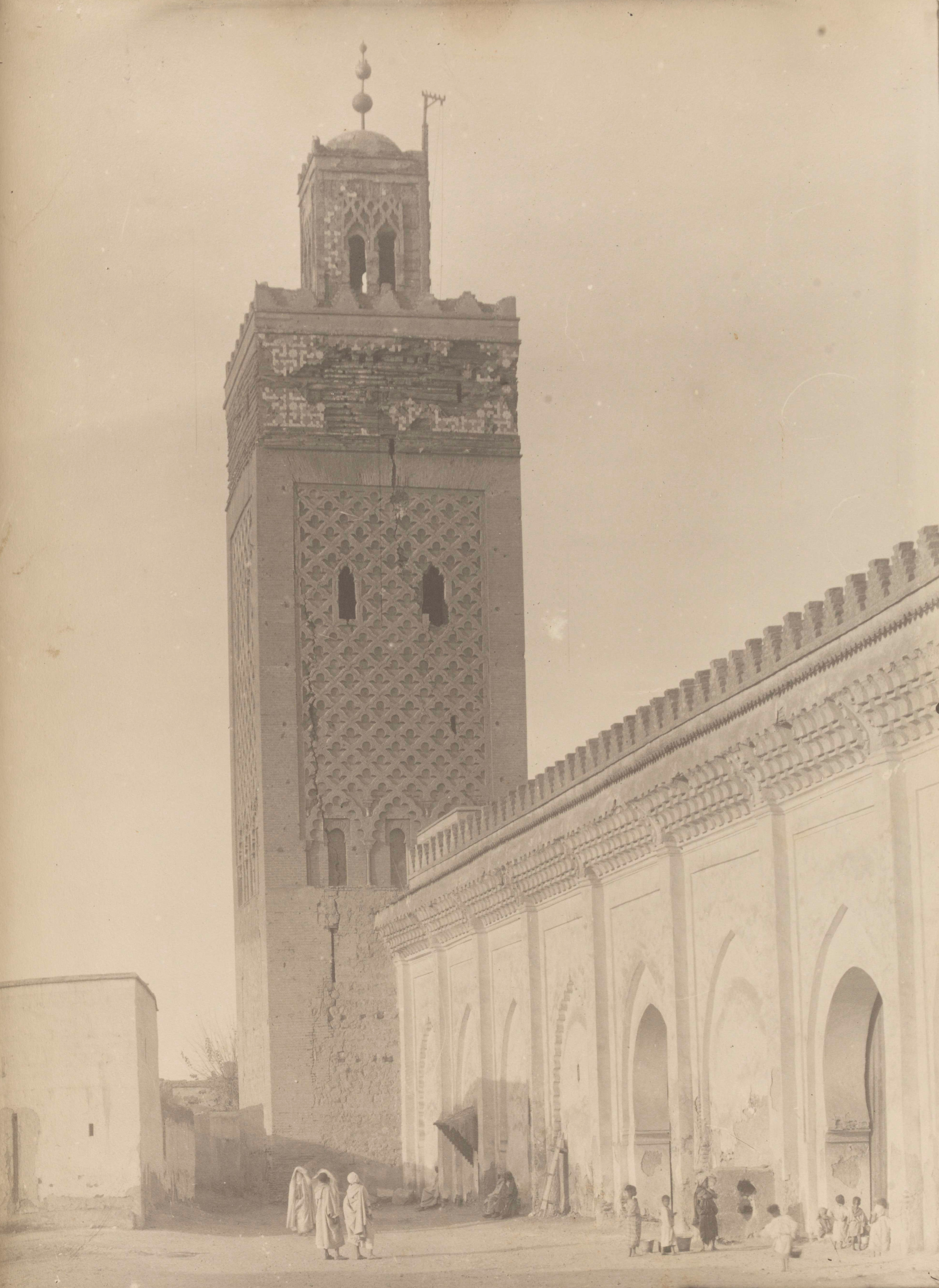
El minaret i la façana occidental al començament del

La construcció de la mesquita degué començar el 1185 i va finalitzar cinc anys més tard, en l'apogeu de l'Imperi almohade. La va manar construir el califa almohade Abu-Yússuf Yaqub al-Mansur com a part de la seua qasba (ciutadella) que serviria com a residència reial del califa, creant un precedent per als governants del món islàmic, que van construir ciutats palau o districtes reials segregats. La Mesquita de la Qasba es va alçar com a mesquita aljama per al califa i el districte reial.
Fins i tot després de la mort d'al-Mansur i la caiguda de l'Imperi almohade, la Mesquita de la Qasba continuà tenint gran prestigi entre la ciutadania i els següents governants, i s'arribà a comparar amb la Mesquita Kutubia. Els governants marínides se soterraren en un cementeri al sud de la mesquita, i més tard en el cementeri reial de la dinastia sadita, la qual cosa s'acabaria convertint en les tombes sadites.
A la fi del segle xvi  la mesquita fou greument danyada per una enorme explosió en una botiga de pólvora, i el soldà saadita Abd-Al·lah al-Ghàlib (r. 1557-1574) hi hagué de fer restauracions. Els experts pensen que les reparacions preservaren l'original almohade, tot i que les decoracions d'estuc visibles ara tenen un estil saadita. Fins i tot un estudi d'Íñigo Almela Legorburu indica que la reconstrucció saadita va portar canvis significatius en la configuració interna de la mesquita i en la configuració actual. Després d'aquestes restauracions, encara n'hi havia esquerdes en el minaret fins al segle xx.
Més tard, el soldà alauita Mulay Muhammad III feu una altra sèrie de restauracions a la fi del segle xviii. La cúpula de fusta de l'entrada principal data d'aquesta època, tot i que sembla que els governants en preservaren l'estructura original.
El 16 d'agost del 1907, dies després del bombardeig francés de Casablanca i la invasió de les planes de Xauia, un grup dirigit per Madani El Glawi s'aplegà a la mesquita per a jurar lleialtat a Abdelhafid com a soldà sobre el seu germà Abd al-Aziz ben al-Hasan. Actualment la mesquita segueix en ús, i els no musulmans, com en gairebé totes les mesquites marroquines, hi tenen prohibit l'accés.

## Orientació de l'alquibla
La mesquita, igual que altres d'almohades i de medievals al començament de l'islam, no té l'alquibla orientada a la Meca, sinó que està orientada cap al sud, amb un azimut (del nord) de 159 graus, mentre que la veritable alquibla, com en una mesquita moderna, està a 91 graus cap a l'est. Hi ha tot un debat històric sobre l'orientació en llocs allunyats com el Marroc i l'Àndalus; com a resultat, l'orientació de les mesquites de Marràqueix varia segons el període històric en què es construïren.